# Franklin, Illinois
Franklin är ett municipalsamhälle (village) i Morgan County i Illinois. Vid 2020 års folkräkning hade Franklin 610 invånare.

## Kända personer från Franklin
- William H. Hinrichsen, politiker